# Галевела (підрозділ окружного секретаріату)
Підрозділ окружного секретаріату Галевела — підрозділ окружного секретаріату округу Матале, Центральна провінція, Шрі-Ланка.